# Csen Cseng (politikus)
Csen Cseng (egyszerűsített kínai: 陳诚, tradicionális kínai: 陈诚, pinjin: Chén Chéng, 1897. január 4. – 1965. március 5.) kínai politikus és katona volt a Kínai Köztársaságban, és a Kuomintang egyik fontos parancsnoka a második kínai–japán háború és a kínai polgárháború idején. Miután a nacionalista erőkkel együtt Tajvanra menekült, több fontos pozíciót is betöltött, mint például Tajvan kormányzója, a Kínai Köztársaság alelnöke és miniszterelnöke. Részt vett a földreform és az adócsökkentés kidolgozásában, amelynek köszönhetően igen népszerűtlenné vált a kommunizmus a sziget lakossága körében.

## Korai karrierje
Csöcsiang tartományban született 1897. január 4-én. A Paoting Katonai Akadémián végzett, majd két évvel később beiratkozott a Whampoa Katonai Akadémiára. Ekkor találkozott először Csang Kaj-sekkel, aki az Akadémia egyik oktatója volt. Az iskola elvégzése után csatlakozott a Nemzeti Forradalmi Hadsereghez, és részt vett az északi hadjáratban. Ezalatt nagy tehetségről tett tanúbizonyságot, ugyanis a hadjárat egy éve alatt zászlóaljparancsnokból hadosztályparancsnokká vált. A hadjárat vége után Csen a hadurak elleni harcokba kapcsolódott be és újabb sikereinek köszönhetően hadseregparancsnokká léptették elő, és a 18. hadsereg parancsnoka lett.
1931-ben Csent a kínai kommunisták ellen küldték. A különböző hadjáratokban csapatai súlyos veszteségeket szenvedtek. Az ötödik hadjárat során azonban sikerrel járt, és a kommunista csapatok kénytelenek voltak elhagyni törzsterületeiket, és északra, Senhszi tartományba indulni. Ez volt a hosszú menetelés kezdete.

## Második kínai–japán háború
A sanghaji csata idején Csang Kaj-sek fő katonai tanácsadójaként az ő ötlete volt az, hogy Sanghaj környékén igyekezzenek döntő csatát vívni, és ne Északkelet-Kínában, ahol a nacionalista csapatok gyengén felszereltek voltak. Sanghaj és Nanking eleste után Hupej tartományba vonult vissza, hogy irányítsa Vuhan védelmét. Minden igyekezete ellenére a város 1938. október 25-én elesett. Ezután még a csangsai-, jicsangi- és kelet-hopeji csatában vett részt. 1943-ban a Burmába küldött kínai sereg parancsnoka lett egy évig, és egy betegség miatt Vej Li-huang váltotta a pozíciójában 1944-ben.
1944 és 1946 között hadügyminiszter volt, majd 1946-tól 1948-ig a vezérkar főnöke lett. Csang utasításait követve támadásokat indított a kommunisták által felszabadított területek ellen, ez pedig a kínai polgárháború újjáéledésével járt. 1947-ben a mandzsúriai nacionalista erők főparancsnoka lett. Egy komoly hibát vétett itt: feloszlatta a helyi milíciákat, mivel azok a mandzsukuoi hadsereg kötelékében szolgáltak, így hadseregének létszáma 1.3 millióról 480 000-re csökkent. Miután több döntő vereség érte, Csang Kaj-sek leváltotta és Tajvanra küldte betegszabadságra.

## Tajvanon
1948. december 29-én Csang Kaj-sek őt nevezte ki Tajvan kormányzójává, amely posztot ténylegesen 1949. január 5-e után látta el. Vezetése alatt egyértelművé vált, hogy a nacionalista vezetés a szigetet szánja utolsó erődítménynek, hiszen igyekeztek minden lehetséges erőforrást a szigetre szállítani, és a kontinentális területek Tajvanról történő élelmezését is beszüntették. Egyéves vezetése alatt megújultak a letartóztatási és kivégzési hullámok, sokszor ártatlan emberekkel is végezve. Miután a nacionalista erők végleg ide menekültek, Csen továbbra is fontos pozíciókat töltött be. Többek között a Kuomintang igazgatóhelyettese, a Kínai Köztársaság alelnöke és miniszterelnöke is volt. Tajvani évei alatt segített végrehajtani a föld- és a gazdasági reformokat, és kidolgozta Tajvan újjáépítésének tervét, ezzel a népesség nagy részét a nacionalisták mellé állítva. Mindezeknek köszönhetően nagyon népszerű embernek számított. 1965. március 5-én halt meg májtumorban.

### Fordítás
Ez a szócikk részben vagy egészben  a   Chen Cheng című angol Wikipédia-szócikk ezen változatának fordításán alapul.  Az eredeti cikk szerkesztőit annak laptörténete sorolja fel. Ez a jelzés csupán a megfogalmazás eredetét és a szerzői jogokat jelzi, nem szolgál a cikkben szereplő információk forrásmegjelöléseként.